# Johannes Lorenz (Politiker)
Johannes Lorenz (* 13. Oktober 1901 in Tetschen, heute Děčín; † 13. März 1980 in Kirchheim in Schwaben) war ein deutscher Politiker des GB/BHE. Er gehörte von 1958 bis 1962 dem Bayerischen Landtag an.
Nachdem sein Vater 1913 dienstlich dorthin versetzt worden war, verbrachte Lorenz seine Jugend in Eger im Sudetenland. Dort besuchte er das humanistische Gymnasium, welches er 1919 mit dem Matura verließ. Danach studierte er an der Karls-Universität in Prag Jura und schloss dieses Studium 1924 mit dem Absolutorium ab. Infolge der zwangsweisen Pensionierung seines Vaters durch die Tschechoslowakei zog Lorenz ins mütterliche Elternhaus nach Hainspach und war nunmehr freiberuflich im Versicherungswesen tätig. Am 7. Januar 1939 beantragte er die Aufnahme in die NSDAP und wurde rückwirkend zum 1. November 1938 aufgenommen (Mitgliedsnummer 6.668.397). 1940 wurde er in die Wehrmacht einberufen und wurde als Soldat in Frankreich, Russland und im Balkan eingesetzt. Nach seiner Entlassung aus der Kriegsgefangenschaft zog er nach Kirchheim und war zunächst als Straßenbauarbeiter, später als Hilfsarbeiter in einer Flachsröste und ab 1952 als Sachbearbeiter im Ausgleichsamt des Landkreises Mindelheim tätig.
Bei der Landtagswahl 1958 wurde Lorenz über ein Mandat im Wahlkreis Schwaben in den Bayerischen Landtag gewählt, dem er eine Wahlperiode lang angehörte. Dort war er Mitglied des Ausschusses für Ernährung und Landwirtschaft, in den ersten beiden Jahren saß er auch im Ausschuss für Grenzlandfragen.